# ジョン・チーヴァー
ジョン・チーヴァー（John Cheever、1912年5月27日 - 1982年6月18日）はアメリカ合衆国の小説家。アメリカ東部のサバーブ（郊外住宅地）で暮らす人々を描いた短編作品を多く手がけ、「the Chekhov of the Suburbs（サバーブのチェーホフ）」とも呼ばれる。

## 略歴
1912年5月27日、マサチューセッツ州クインシーで生まれる。チーヴァー家は17世紀から続く古い家系だったが、父親が事業に失敗して酒に溺れ、母親が土産物店を営んで家計を支えていた。チーヴァーは名門私立校セイヤー・アカデミーに入ったが、学業不振と素行不良により17歳で退学処分となり、その経緯をもとに書いた処女作『Expelled』が、1930年に『ニュー・リパブリック』誌に掲載された。23歳のときに『ザ・ニューヨーカー』誌に短編が初掲載され、以後ここを主舞台に短編小説を発表していく。
1942年、アメリカ陸軍に歩兵として徴兵されたが、訓練映画の脚本家として陸軍信号隊 (Signal Corps) に再配属された。1943年に初の短編集『The Way Some People Live』が出版された。
第二次世界大戦後に本格的な作家活動に入り、J・D・サリンジャー、アーウィン・ショーらと並んで洗練された「ニューヨーカー派」の作家として知られた。1951年にグッゲンハイム・フェローを授与され、短編を対象としたオー・ヘンリー賞を1956年と1964年に受賞している。ただし、”軽い”都会派作家とみなされがちで、文学的な評価と商業的な成功を手にするのは、長編小説を世に出して以降になる。
1957年、初の長編小説『ワップショット家の人びと』（The Wapshot Chronicle）を出版し、1958年の全米図書賞小説部門を受賞。1964年の第2作『ワップショット家の醜聞』（The Wapshot Scandal）はアメリカ芸術文学アカデミーのウィリアム・ディーン・ハウエルズ賞を受賞。『タイム』誌の表紙をチーヴァーの肖像画が飾るなど、高い評価を得た。
1968年、短編『泳ぐひと』（The Swimmer）を原作とする同名映画がバート・ランカスター主演により映画化された。
1977年発表の長編第4作『ファルコナー』（Falconer）はシンシン刑務所で囚人相手に文学講座をもった体験をもとに書かれた。『タイム』誌は2005年発表のオールタイム英語小説100作品のひとつに選んでいる。
1978年に短編61作品を収めた集大成的な『The Stories of John Cheever』を刊行し、1979年にビューリッツァー賞フィクション部門と全米批評家協会賞小説部門を受賞した。ジョン・アーヴィングは『ガープの世界』でピューリッツァー賞有力候補とされながら受賞を逃したが、「尊敬するチーヴァーが受賞したのだから文句はない」と言った。1981年には文庫版が全米図書賞小説部門に選ばれている。
私生活では1941年に才媛マリー・ヴィンターニッツ (Mary Winternitz) と結婚し、ニューヨーク郊外のオシニングに住み、3人の子をもうけた。長女のスーザン・チーヴァー、長男のベンジャミン・チーヴァーも文筆家となった。作家としての成功の裏では、長年のアルコール依存で体を壊し、1973年に発作で危うく死にかけ、酒を断つため療養施設に入れられた。また、ハリウッド女優ホープ・ラングと不倫関係になったり、同性愛に傾倒するなど、波乱の多い生涯を送った。
1982年6月18日、癌のため70歳で死去。死後、最後の小説『Oh What a Paradise It Seems』が出版された。

## 作品

### 長編
- ワップショット家の人びと The Wapshot Chronicle（1957年） - 菊池光訳、角川書店、1972年
- ワップショット家の醜聞 The Wapshot Scandal（1964年） - 菊池光訳、角川書店、1975年
- ブリット・パーク Bullet Park（1969年） - 菊池光訳、角川書店、1972年
- ファルコナー Falconer（1977年） - 西田実訳、講談社、1979年
- Oh, What a Paradise It Seems（1982年）

### 代表的な短編
『The Stories of John Cheever』（1978年、Knopf）に収録された短編作品の一覧。
- さよなら、弟 Goodbye, My Brother
- The Common Day
- 巨大なラジオ The Enormous Radio
- ああ、夢破れし街よ O City of Broken Dreams
- 小さなスキー場で The Hartleys
- サットン・プレイス物語 The Sutton Place Story
- The Summer Farmer
- トーチソング Torch Song
- The Pot of Gold
- バベルの塔のクランシー Clancy in the Tower of Babel
- クリスマスは悲しい季節 Christmas is a Sad Season for the Poor
- 離婚の季節 The Season of Divorce
- 貞淑なクラリッサ The Chaste Clarissa
- 治癒 The Cure
- 引っ越し日 The Superintendent
- The Children
- The Sorrows of Gin
- ひとりだけのハードルレース O Youth and Beauty!
- The Day the Pig Fell into the Well
- ニューヨーク発五時四十八分 The Five-Forty-Eight
- Just One More Time
- シェイディ・ヒルの泥棒 The Housebreaker of Shady Hill
- The Bus to St. James's
- 林檎の中の虫 The Worm in the Apple
- The Trouble of Marcie Flint
- The Bella Lingua
- ライソン夫妻の秘密 The Wrysons
- カントリー・ハズバンド The Country Husband
- The Duchess
- 深紅の引っ越しトラック The Scarlet Moving Van
- Just Tell Me Who It Was
- Brimmer
- 美しい休暇 The Golden Age
- 兄と飾り箪笥 The Lowboy
- The Music Teacher
- 故郷をなくした女 A Woman Without a Country
- ジャスティーナの死 The Death of Justina
- Clementina
- Boy in Rome
- A Miscellany of Characters That Will Not Appear
- 幻の女 The Chimera
- 浜辺の家 The Seaside Houses
- 橋の上の天使 The Angel of the Bridge
- The Brigadier and the Golf Widow
- 世界はときどき美しい A Vision of the World
- 父との再会 Reunion
- An Educated American Woman
- Metamorphoses
- メネ、メネ、テケル、ウファルシン Mene, Mene, Tekel, Upharsin
- モントラルド Montraldo
- The Ocean
- Marito in Citta
- 愛の幾何学 The Geometry of Love
- 泳ぐ人 The Swimmer
- 林檎の世界 The World of Apples
- Another Story
- パーシー Percy
- 四番目の警報 The Fourth Alarm
- 正直な井戸掘りのアーテミス Artemis, the Honest Well Digger
- 三つの物語 Three Stories
- キャボット家の宝石 The Jewels of the Cabots

### 短編集
- The Way Some People Live（1943年）
- The Enormous Radio and Other Stories（1953年）
- シェイディ・ヒル物語 The Housebreaker of Shady Hill and Other Stories（1958年） - 池田睦喜訳、英宝社、1966年
- Some People, Places and Things That Will Not Appear In My Next Novel（1961年）
- The Brigadier and the Golf Widow（1964年）
- 妻がヌードになる場合 - The World of Apples（1973年） - 西田実訳、講談社、1976年
- The Stories of John Cheever（1978年）
  - 橋の上の天使 川本三郎訳（短編15作）、河出書房新社、1992年
    - チーヴァー短篇選集、ちくま文庫、2024年12月、ISBN 978-4-480-43995-6

  - 巨大なラジオ／泳ぐ人 村上春樹訳（短編18作+エッセイ2作+柴田元幸と解説対談）、新潮社、2018年、ISBN 978-4-10-507071-7
- Fall River and Other Uncollected Stories（1994年）